# Dzeržinskij
Dzeržinskij (rusky Дзержинский) je město v Rusku, v Moskevské oblasti. Podle sčítání lidu z roku 2010 zde žilo 47 125 obyvatel; jejich počet mírně stoupá. Město je pojmenováno po sovětském řediteli tajné policie a masovém vrahu Felixi Edmundoviči Dzeržinském.

## Geografická poloha
Město leží jihovýchodně od Moskvy a má celkovou rozlohu 15,69 km. Hranicí města protéká řeka Moskva.

## Dějiny

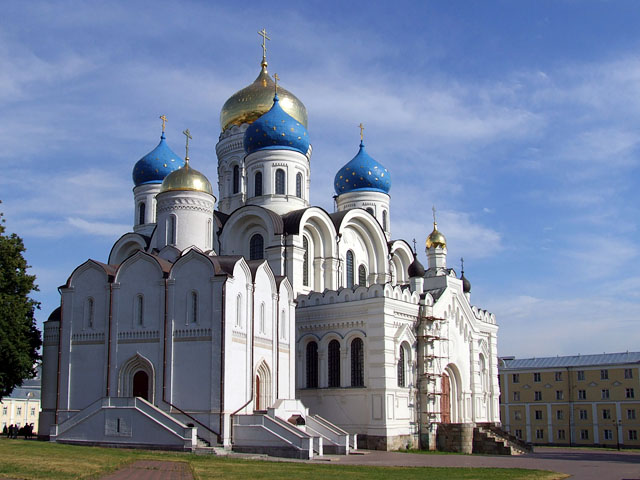
Klášter v Dzeržinském

Historickým jádrem a jedním z nejpamátnějších míst města je klášter, založený už v středověku Dmitrijem Donským.
Status města je z roku 1981. V letech 1981–1996 město náleželo k Ljuberckému rajónu Moskevské oblasti. V současné době je Dzeržinskij satelitním městem Moskvy. Město obývají především Rusové.

## Městské úřady a doprava
Dzeržinskij má vysokou úroveň sociálních zařízení a zdravotnické služby. Na území města existuje přes 700 podniků. Je tady oblastní nemocnice pro všechny obyvatele Ljuberckého rajónu. Podle své životní úrovně Dzeržinskij je jedním z nejlepších měst nejen v Moskevské oblasti, ale i v Rusku.
Město nemá kolejové druhy veřejné dopravy (metro, tramvaje, železnici). Nejbližší železniční stanice je v Ljubercích („Ljubercy-1“, hlavní nádraží města Ljubercy), takže hlavním dopravním prostředkem je autobus. Na sít‘ autobusových linek navazují tak zvané „maršrutky“ (linkové taxíky), které kopírují trasy autobusů a jsou označeny i stejnými číslicemi (dvacítka atd.). Maršrutky se těší velké oblibě obyvatel města, protože ve srovnání s autobusovým spojením mají několik pohodlí. Autobusy nejezdí tak často jako maršrutky, které obvykle jezdí ve krátkých intervalech a přepravují pasažéry za podstatně nižší ceny než běžné taxíky.